# William Jordan (canottiere)
William Conrad Jordan (Cleveland, 25 giugno 1898 – 13 luglio 1968) è stato un canottiere statunitense.

## Palmarès

### Olimpiadi
- 1 medaglia:
  - 1 oro (Anversa 1920 nell'otto)